# Jeannette Charles
Jeannette Charles (* 15. Oktober 1927 in London; † 2. Juni 2024 in Great Baddow, Essex) war eine britische Schauspielerin. Sie wurde hauptsächlich als Double von Königin Elisabeth II. bekannt.

## Leben und Karriere
Jeanette Charles versuchte sich in den 1950er-Jahren als Schauspielerin in kleineren Theaterproduktionen. Ein mögliches Schauspielstudium an der Royal Academy of Dramatic Art lehnte sie letztlich aus finanziellen Erwägungen ab, und auch, da ihre Ähnlichkeit mit der Königin Elisabeth II. bereits damals regelmäßig auffiel und ihr wahrscheinlich andere Rollen verwehrt hätte. Sie arbeitete stattdessen zunächst als Sekretärin und Au-Pair-Mädchen, ehe sie eine Familie gründete und Hausfrau war. Nachdem sie 1972 infolge einer Zeitungsanzeige der Künstlerin Jane Thornhill Porträt gesessen hatte, sendete Thornhill das Bild aus Spaß an die Royal Academy’s Summer Exhibition. Dort wurde das eingesendete Bild zunächst für ein echtes Porträt der Königin gehalten; als der Umstand auffiel, ging die Geschichte durch die Medien und Jeannette Charles erkannte, dass sie aus ihrer Ähnlichkeit mit der Queen eine Karriere machen konnte.
In den folgenden Jahrzehnten stellte sie diese in verschiedenen Spielfilmen, Fernsehserien und Fernsehshows dar. Sie spielte die Queen in The Rutles, Eric Idles Parodie auf die Beatles, und trat mit ihm zusammen im amerikanischen Fernsehen in Saturday Night Live auf. Ihren wahrscheinlich bekanntesten Auftritt als Königin Elizabeth hatte sie an der Seite von Leslie Nielsen in dem Komödienklassiker Die nackte Kanone. Weiterhin spielte sie in Austin Powers in Goldständer neben Mike Myers und in Hilfe, die Amis kommen mit Chevy Chase. Auch trat sie als Königin in Werbekampagnen auf, unter anderem für die Bands The Who, Status Quo und Queen. In Deutschland hatte sie 1974 einen Auftritt in Loriots Telecabinet und wurde 1976 von Rudi Carrell in die Sendung Am laufenden Band eingeladen. Sie konnte für private und öffentliche Veranstaltungen gebucht werden, bei denen sie die Queen darstellte.
Charles veröffentlichte 1986 das Buch The Queen and I. Im Jahr 2014 gab sie bekannt, sich aufgrund einer Erkrankung an Arthritis in den Ruhestand zurückzuziehen. Am 2. Juni 2024 starb Jeannette Charles in Great Baddow, Essex, im Alter von 96 Jahren.

## Filmografie (Auswahl)

### Film
- 1976: Secrets of a Superstud
- 1976: Queen Gorilla
- 1985: Hilfe, die Amis kommen (National Lampoon’s European Vacation)
- 1988: Die nackte Kanone (The Naked Gun: From the Files of Police Squad!)
- 2002: Austin Powers in Goldständer (Austin Powers in Goldmember)
- 2003: Was Mädchen wollen (What a Girl Wants)

### Fernsehen
- 1974: Loriots Telecabinet
- 1975: Rutland Weekend Television
- 1977: Saturday Night Live (TV-Folge)
- 1978: The Rutles
- 1978: Mrs. Baxter (TV-Folge)
- 1979: Q5 (TV-Folge)
- 1986: If Tomorrow Comes (TV-Folge)
- 1987: Tickets for the Titanic (TV-Folge)
- 1989: Day by Day (TV-Folge)
- 1990: Never the Twain (TV-Folge)
- 1992: Tatort: Tod eines Wachmanns
- 1995: Shining Time Station (TV-Folge)
- 2007: MythBusters (TV-Folge)